# Zwartgestreepte kopstaander
De zwartgestreepte kopstaander (Leporinus fasciatus), in Suriname bekend als kwana is een straalvinnige vissensoort uit de familie van de kopstaanders (Anostomidae). De wetenschappelijke naam van de soort is voor het eerst geldig gepubliceerd in 1794 door Bloch.
Het is een aantrekkelijke vis voor het aquarium, hoewel hij in het wild meer dan 30 cm lang kan worden. De vis heeft opmerkelijke verticale banden, afwisselend in geel en zwart. Het aantal banden neemt toe met de leeftijd.
De typelocatie is Suriname, maar de soort wordt in een groot gebied aangetroffen in zowel het Orinoco- als het Amazone-bekken en de rivieren van het Guranaschild en belendend Brazilië. De vis komt op uiteenlopende plekken voor, in grote rivieren, zijrivieren en overstroomde beemden.
Hij komt ook in de kustzone van het Brokopondostuwmeer voor. De vis vertoont jaarlijkse trekbewegingen en is in de regentijd vooral in overstroomde bosgebieden aan te treffen. Het dier is omnivoor en voedt zich vooral op de bodem met algen, ongewervelde dieren en plantaardig afval.

## Benaming
De naam gestreepte kopstaander wordt soms ook voor deze soort gebruikt, maar onder deze naam wordt eerder Anostomus anostomus verstaan die zijn strepen horizontaal heeft in plaats van vertikaal. Er is ook een dwartgestreepte kopstaander of dwarsstreepkopstaander maar daaronder wordt gewoonlijk Abramites hypselonotus begrepen.